# Mariusz Ziętek
Mariusz Ziętek (ur. 5 listopada 1968) – polski waltornista nagrywający z Grzegorzem Turnauem, członek Narodowej Orkiestry Symfonicznej Polskiego Radia w Katowicach.

## Dyskografia
- 1992: Jan Kanty Pawluśkiewicz Nieszpory Ludźmierskie (rejestracja w 1992)
- 1993: Grzegorz Turnau Pod światło
- 2006: Voo Voo 21